# Antonio Lobato
Antonio Lobato Porras (Oviedo, 7 september, 1965) is een Spaanse sportjournalist en televisiepresentator. Hij is vooral bekend door zijn televisie-uitzendingen van de Formule 1 in Spanje op diverse zenders.

## Biografie
Lobato studeerde af in informatiewetenschappen in Madrid. Hij begon zijn professionele loopbaan in 1987, in het sportkatern van de krant ABC. Daarna ging hij verder bij de radio, waar hij als sportverslaggever van sportevenementen verslag deed, zoals de Olympische Zomerspelen van Barcelona 1992 of verschillende edities van de Vuelta ciclista a España. Hij werkte eerst voor Radio España en daarna voor Onda Cero. Naast zijn werk bij deze laatste zender debuteerde hij in 1991 op de televisie als medewerker van het sportprogramma Campeones op Telecinco.
Na drie jaar bij Onda Cero verliet hij in oktober 1994 de radio om te gaan werken bij het sportjournaal van Informativos Telecinco. In januari 1997 ging hij het sportnieuws presenteren in de middageditie van Informativos Telecinco, en in 1999 werd hij benoemd tot adjunct-sportdirecteur van de zender.
In 2001 werd hij de presentator van La Tertulia Deportiva, een sportdebatprogramma dat dagelijks na het avondnieuws werd uitgezonden.
In 2004 verwierf Telecinco de rechten om de Formule 1 in Spanje uit te zenden en Lobato, die in 1995 al de Giro d'Italia had uitgezonden voor de privézender, werd gekozen om verslag te geven van de races. Dit zou de journalist grote populariteit opleveren, want hij kon de eerste twee wereldtitels van een Spaanse coureur, Fernando Alonso, in de Formule 1 verslag doen, in 2005 en 2006. De opkomst van Alonso deed het kijkersaantal van de uitzendingen van Telecinco omhoogschieten, die sindsdien tot de meest bekeken programma's van het jaar in Spanje behoren.
El calvo de Telecinco, El calvo de La Sexta en El calvo de la Fórmula 1 waren populaire namen voor hem. Hij werd een van de meest charismatische gezichten van de privé-zender. Als bewijs werd hij in 2006 gekozen om samen met Carmen Alcayde de uitzending Campanadas op oudejaarsavond te presenteren. In 2006 leende hij ook zijn stem aan de nasynchronisatie van het personage Bob Culatas in de film Cars in de Spaanse versie, en aan het PlayStation 2-spel Formula One 2006, waar hij optrad als racecommentator. Sinds 2002 maakt hij ook deel uit van de jury van de Prince of Asturias Sports Awards.
In september 2007 herstructureerde Telecinco hun sportjournaal en werd hij benoemd tot adjunct nieuwsdirecteur voor evenementen en sportuitzendingen van het netwerk, naast het feit dat hij Formule 1 bleef regisseren en becommentariëren.
Vanaf het Formule 1-seizoen 2009 tot het seizoen 2011 zond hij de races uit op La Sexta, de zender die de uitzendrechten voor de volgende vijf jaar en de diensten van de journalist verwierf. Wegens wanbetaling droeg La Sexta de televisierechten echter over aan Antena 3.
In november 2010 werd hij onderscheiden met de Ondas Award (samen met het team van La Sexta) voor zijn vrij te ontvangen verslaggeving van de Formule 1.
Op 16 februari 2012 werd aangekondigd dat Antonio Lobato het Formule 1-seizoen 2012 met zijn team zou uitzenden op Antena 3.
Op 21 februari 2014 bevestigde Lobato zelf op zijn Twitter-account dat hij nog één seizoen door zou gaan met de leiding over de Formule 1-uitzendingen op Antena 3.
Op 29 november 2015 vertelde hij op televisie zijn laatste Formule 1-race tot dan toe, op Antena 3, om een pauze van 2 jaar te nemen van het racen op televisie.
In 2016 presenteerde hij het programma Desafa tu mente op La 1 van TVE.
Vanaf het Formule 1-seizoen 2018 keert de journalist terug om de Grand Prix te becommentariëren op Movistar Formula 1.
Vanaf het Formule 1-seizoen 2021 krijgt DAZN de rechten op de Formule 1. Movistar Formula 1 wordt omgedoopt tot DAZN F1 en daar blijft hij het commentaar van de GP's doen. Hij combineert zijn werk met de presentatie van het programma Vamos sobre ruedas (Let's go on wheels) op het kanaal #Vamos.